# Armand Got
Pour les articles homonymes, voir Got.
Armand Got (Bergerac, 23 octobre 1890 - Brantôme, 16 mai 1976), est un critique d'art et de littérature, auteur d'anthologies poétiques et de contes pour la jeunesse.
Instituteur au Bouscat après son service militaire (1912-1919), il est détaché comme directeur de la Bibliothèque pédagogique de Gironde. Il collabore à différents journaux en tant que critique. Il est entre autres membre du jury du prix Jeunesse, membre fondateur de l'Académie Montesquieu, de l'Académie des Lettres et des Arts du Périgord, et directeur littéraire de la Renaissance provinciale (1922-1970).
Il a consacré une grande partie de son œuvre au Périgord et à la Guyenne s'affirmant comme un écrivain régionaliste français.
Il a publié dans des anthologies poétiques, aux côtés de grands auteurs du XIXe siècle, des poètes à l'époque moins connus comme Maurice Carême, Lucie Delarue-Mardrus, Tristan Derème, Pierre Menanteau, Marie Noël, Charles Vildrac etc. Il a lui-même publié des poèmes sous le pseudonyme de Glyraine. Malentendant, il était très sensible à l'harmonie intérieure de la langue.

## Œuvres
- La Poèmeraie (en collaboration avec Charles Vildrac), illustrations de Edmond André Rocher, Gedalge, 1927
- L'Arc en Fleur (En trois parties : suite de La Poèmeraie), Bourrelier, 1933, 1934, 1936
- Visage de la Gironde, Éditions Delmas, 1934
- Pin Pon d'Or : comptines, formulettes, berceuses, rondes, ritournelles, illustrations de André Hellé, Bourrelier, 1939
- La Passion des Pins, bois gravé de Robert Cami en frontispice, Bordeaux, Les Éditions d'Aquitaine, 1942
- Étoile d'Or et Oreille d'Âne, et autres contes d'Aquitaine, illustrations de Jane Pécheux, Bourrelier, 1946
- Bordeaux, Rose des Vins, Éditions Delbrel, 1947
- Monbazillac, Hosanna de Topaze, Couverture de Gaston Marty, Photographies de Rodolphe Germain, Carte de Eric Kuntzel, Bordeaux, Les Éditions d'Aquitaine, 1949
- Léonce Cubelier de Beynac - Poète et Auteur Dramatique 1866 - 1942, Le Périgourdin de Bordeaux, 1950
- Suite Périgorde, Bordeaux, Les Éditions d'Aquitaine, 1952

- Prix Caroline Jouffroy-Renault de l’Académie française en 1953
- Visages de la Guyenne, coécrit avec Jean Secret, Paul Fénelon et René Crozet, Éditions des Horizons de France, 1953
- Poètes du Bordelais 1900 - 1956, (Comporte à priori 2 tomes en 2 ouvrages séparés), Bordeaux, Les Éditions d'Aquitaine, 1956
- Poètes du Périgord 1900 - 1956, Bordeaux, Les Éditions d'Aquitaine, 1956
- Poètes des Landes 1900 - 1958, coécrit avec René Violaines, Bordeaux, Les Éditions d'Aquitaine, 1958
- Poètes de l'Agenais 1900 - 1959, Préface de Paul Guth, Bordeaux, Les Éditions d'Aquitaine, 1959
- Poètes du Béarn et du Pays basque 1900 - 1961, coécrit avec Louis Ducla, Bordeaux, Les Éditions d'Aquitaine, 1961
- Bestival, Bordeaux, Éditions d'Aquitaine, 1962

- Prix Henry-Jousselin de l’Académie française en 1963
- Poètes de la Bigorre et du Comminges 1900 - 1963, coécrit avec Auguste Pujolle, Préface de Paul Guth, Bordeaux, Les Éditions d'Aquitaine, 1963
- Sa Majesté La Truffe - Livre d'Or de la Reine des Festins, Bordeaux, Éditions de la Truffereine, 1966

- Prix Mottart de l’Académie française en 1967

## Autres œuvres
- Amour aux Mamans pour la Fête des Mères. Poèmeraie Enfantine, Bordeaux, Les Éditions d'Aquitaine, 1952
- Amour aux Parents, Compliments pour la Fête des Mères, des Pères, des Parents, Bordeaux, Les Éditions d'Aquitaine, non daté mais probablement après 1952

### Sources
- Nic Diament, Dictionnaire des écrivains français pour la jeunesse : 1914-1991, Paris, L'École des loisirs, 1993, 783 p. (ISBN 978-2-211-07125-3 et 9782211071253, BNF 36675840)